# Campionati del mondo di ciclismo su strada 2016 - Cronometro a squadre maschile
La cronometro a squadre maschile dei Campionati del mondo di ciclismo su strada 2016 si disputò il 9 ottobre in Qatar, con partenza ed arrivo a Doha, su un percorso totale di 40 km. La vittoria fu appannaggio del team belga Etixx-Quick Step, che terminò la gara in 42'32", alla media di 56,43 km/h, precedendo gli americani e detentori del titolo della BMC Racing Team e gli australiani della Orica-BikeExchange.
Fu la quinta edizione di una gara dei campionati del mondo di ciclismo su strada riservata alle squadre di club anziché alle nazionali.

## Squadre partecipanti
| N.    | Cod. | Squadra             |
| ----- | ---- | ------------------- |
| 1-6   | BMC  | BMC Racing Team     |
| 11-16 | EQS  | Etixx-Quick Step    |
| 21-26 | MOV  | Movistar Team       |
| 31-36 | OBE  | Orica-BikeExchange  |
| 41-46 | SKY  | Team Sky            |
| 51-56 | TGA  | Team Giant-Alpecin  |
| 61-66 | TLJ  | Team Lotto NL-Jumbo |
| 71-76 | AST  | Astana Pro Team     |
| 81-86 | KAT  | Team Katusha        |

| N.      | Cod. | Squadra                        |
| ------- | ---- | ------------------------------ |
| 91-96   | ALM  | AG2R La Mondiale               |
| 101-106 | CCC  | CCC Sprandi Polkowice          |
| 111-116 | WIL  | Veranda's Willems Cycling Team |
| 121-126 | KLS  | Kolss BDC Team                 |
| 131-136 | CAT  | Cycling Academy Team           |
| 141-146 | V4E  | Vino 4ever SKO                 |
| 151-156 | SKD  | Skydive Dubai                  |
| 161-166 | BAI  | Stradalli-Bike Aid             |

## Ordine d'arrivo
| Pos. | Squadra                        | Tempo   |
| ---- | ------------------------------ | ------- |
| 1    | Etixx-Quick Step               | 42'32"  |
| 2    | BMC Racing Team                | a 12"   |
| 3    | Orica-BikeExchange             | a 37"   |
| 4    | Team Sky                       | a 54"   |
| 5    | Team Lotto NL-Jumbo            | a 55"   |
| 6    | Movistar Team                  | a 1'11" |
| 7    | Team Giant-Alpecin             | a 1'26" |
| 8    | Team Katusha                   | a 2'01" |
| 9    | Astana Pro Team                | a 2'21" |
| 10   | Veranda's Willems Cycling Team | a 3'39" |
| 11   | AG2R La Mondiale               | a 3'43" |
| 12   | Cycling Academy Team           | a 4'25" |
| 13   | CCC Sprandi Polkowice          | a 4'26" |
| 14   | Kolss BDC Team                 | a 5'04" |
| 15   | Skydive Dubai                  | a 5'44" |
| 16   | Vino 4ever SKO                 | a 6'31" |
| 17   | Stradalli-Bike Aid             | a 7'24" |